# Inverigo
Inverigo (lombardul: Inverigh) település Olaszországban, Lombardia régióban, Como megyében. Lakosainak száma 9218 fő (2023. január 1.). Inverigo Alzate Brianza, Carugo, Lambrugo, Lurago d’Erba, Brenna, Giussano, Veduggio con Colzano, Arosio, Briosco és Nibionno községekkel határos.

## Népesség
A település lakossága az elmúlt években az alábbi módon változott:
| Lakosok száma | 9219 | 9146 | 9218 |
|               | 2017 | 2018 | 2023 |